# Sphaerodactylus rosaurae
Sphaerodactylus rosaurae är en ödleart som beskrevs av  Parker 1940. Sphaerodactylus rosaurae ingår i släktet Sphaerodactylus och familjen geckoödlor. Inga underarter finns listade i Catalogue of Life.